# Marriage on the Rocks
Marriage on the Rocks (bra: Vamos Casar Outra Vez) é um filme estadunidense de 1965, do gênero comédia romântica, dirigido por Jack Donohue, com roteiro de Cy Howard.

## Sinopse
Publicitário viaja ao México com a mulher para celebrar 19 anos de casamento, mas acaba se divorciando por engano, e ela se casa com seu melhor amigo também por engano.

## Elenco
- Frank Sinatra - Dan Edwards
- Deborah Kerr - Valerie Edwards
- Dean Martin - Ernie Brewer
- Cesar Romero - Miguel Santos
- John McGiver - Shad Nathan
- Nancy Sinatra - Tracy Edwards
- Trini Lopez - Ele mesmo
- Joi Lansing - Lola
- DeForest Kelly - Sr. Turner